# Ma fiancée de Chicago
Pour plus de détails, voir Fiche technique et Distribution.
Ma fiancée de Chicago (titre original : Der Erzieher meiner Tochter) est un film allemand réalisé par Géza von Bolváry, sorti en 1930.

## Synopsis
La fille d'un millionnaire part à la recherche d'un mari en Europe centrale. 

## Fiche technique
- Titre français : Ma fiancée de Chicago
- Titre original : Der Erzieher meiner Tochter
- Réalisation : Géza von Bolváry
- Scénario : Franz Schulz
- Photographie : Willy Goldberger
- Musique : Pasquale Perris
- Direction artistique : Robert Neppach
- Production : Julius Haimann
- Société de production : Deutsche Lichtspiel-Syndikat
- Pays de production : Allemagne  République de Weimar
- Langue : Allemand
- Format : Noir et blanc — 35 mm — 1,37:1 — Son : Mono
- Genre : Comédie
- Dates de sortie : 
  - Allemagne : 7 janvier 1930
  - France : 9 mai 1930
  - Hongrie : 13 novembre 1930

## Distribution
- Harry Liedtke : Heinz Heller
- Dolly Davis : Mary
- Károly Huszár : Sami Goldstein
- Tibor Halmay : Bobby Evergreen
- Ernö Verebes
- Fritz Greiner : l'inspecteur de navires
- Adolf E. Licho : le rabbin
- Albert Paulig : le comte Rüttow-Mallwitz
- Adele Sandrock : la comtesse Rüttow-Mallwitz
- Gaston Modot : le capitaine de navire
- Ernõ Szenes : le restaurateur Chanetzky